# Єрко В'ячеслав Володимирович
В'ячеслав Володимирович Єрко (19 серпня 1985, м. Київ — 24 лютого 2022, Київська область) — український військовослужбовець, полковник (посмертно), командир авіаційної ескадрильї 40 БрТА, учасник російсько-української війни. Герой України (2022, посмертно).

## Життєпис
В'ячеслав Єрко народився 19 серпня 1985 року в місті Києві в родині робітників. Його дід був льотчиком, учасником війни в Афганістані.
Зростав на Куренівці та Пріорці, навчався в спеціалізованій школі № 2 з поглибленим вивченням предметів природничого циклу (Київ, вулиця Копилівська, 36).
2002 року закінчив Авіакосмічний ліцей Національного авіаційного університету, 2006 — Харківський національний університет Повітряних сил імені Івана Кожедуба.
Після закінчення навчання був направлений проходити службу в 40 БрТА.
У 2014 році В'ячеслав полетів на схід захищати рідну Україну в зоні АТО. У 2014 році В'ячеслав виконував бойові завдання в Донецькому аеропорту: він кружляв колом над аеропортом, щоб зупинити колону ворога, який намагався знищити диспетчерську вежу в аеропорту, ця колона хотіла вбити наших захисників.
У 2014 році за цей героїзм Єрко був нагородженим нагрудним знаком за оборону донецького аеропорту — перший льотчик, який боронив аеропорт у повітрі і увійшов в історію Кіборгів.
Після оборони Донецького аеропорту він знищував ворогів в містах: Авдіївка, Волноваха, Лебединське та міста в інших зонах АТО.
У 2020 році брав участь у святі день Повітряних сил Збройних сил України.
2021 року закінчив Інститут авіації та протиповітряної оборони Національного університету оборони України імені Івана Черняховського.
24 серпня 2021 року на урочистому параді до 30-ти річчя незалежності України В'ячеслав Єрко вів групу винищувачів МіГ-29 та Єврофайтер тайфун. Ця група винищувачів за допомогою блакитно-жовтих димів, що символізували прапор України.
Старший льотчик, командир авіаційної ланки авіаційної ескадрильї, заступник командира ескадрильї — штурмана авіаційної ескадрильї, командир авіаційної ескадрильї 40-ї бригади тактичної авіації.
24 лютого 2022 року був одним з перших, хто вступив у повітряний бій з російськими військами. Виконав чотири бойові виходи, забезпечив прикриття виведення з-під удару літаків бригади. Спільно з іншими пілотами групи збив п'ять ворожих літаків. Особисто ним були знищені ворожі літак Су-25 та два гелікоптери Мі-24. Але, на жаль, для В'ячеслава той бій став останнім. В'ячеславу Єрку було 36 років[неавторитетне джерело].

## Вшанування пам'яті

Меморіальна дошка на фасаді київського Ліцею № 2 імені В'ячеслава Єрка (Копилівська вул., 36). Відкрито 1 жовтня 2024 року

17 травня 2022 року в щоденному зверненні Президент України Володимир Зеленський повідомив про присвоєння В'ячеславу Єрку звання Героя України посмертно.
Похований 9 квітня 2022 року в м. Васильків на Київщині. У селі Володимирівка Димерської громади у вересні 2023 року відкритий меморіал героя.
У місті Києві Спеціалізовану школу № 2 ім. Дмитра Карбишева перейменовано на Ліцей № 2 імені В'ячеслава Єрка. У жовтні 2024 року на фасаді навчального закладу було урочисто відкрито меморіальну дошку В. В. Єрку.
30 серпня 2023 року в школі, які закінчив Єрко, за сприяння Центру досліджень воєнної історії ЗСУ відкрили музейну експозицію орденів льотчика, його особистих речей та амуніції, фрагментів літака тощо.
6 грудня 2023 року до Дня Збройних Сил України ліцеїсти та педагоги Авіакосмічного ліцею НАУ імені Ігоря Сікорського відкрили нову меморіальну дошку пам'яті легендарного випускника цього навчального закладу, Героя України, полковника В'ячеслава Єрка..

## Нагороди
- Звання Герой України з удостоєнням ордена «Золота Зірка» (16 травня 2022, посмертно) — за особисту мужність і героїзм, виявлені у захисті державного суверенітету та територіальної цілісності України, самовіддане служіння Українському народу[13][6]
- Орден Богдана Хмельницького III ст. (28 лютого 2022) — за особисту мужність і самовіддані дії, виявлені у захисті державного суверенітету та територіальної цілісності України, вірність військовій присязі[14]
- Медаль «За військову службу Україні» (30 липня 2020) — за особисту мужність та самовіддані дії, виявлені під час виконання військового обов'язку, високий професіоналізм та з нагоди Дня Повітряних Сил Збройних Сил України[15].
- Нагрудний знак за оборону Донецького аеропорту.
- Медаль за 10 років сумлінної служби.
- Нагрудний знак за досягнення у військовій службі начальника Генерального штаба 2 ступені.
- Нагрудний знак учасника АТО (2014).
- Медаль Ветеран війни.
- Нагрудний знак за 87 років у ХНУПС.
- Відзнака Президента України За участь в АТО (2018).
- Медаль за 15 років ЗСУ (2006).
- Медаль за 15 років сумлінної служби.